# Parhippopsicon albicans
Parhippopsicon albicans är en skalbaggsart som beskrevs av Stefan von Breuning 1942. Parhippopsicon albicans ingår i släktet Parhippopsicon och familjen långhorningar.
Artens utbredningsområde är Kenya. Inga underarter finns listade i Catalogue of Life.